# Nothoscordum ineanum
Nothoscordum ineanum är en amaryllisväxtart som beskrevs av Pierfelice Ravenna. Nothoscordum ineanum ingår i släktet vaniljlökar, och familjen amaryllisväxter. Inga underarter finns listade i Catalogue of Life.